# アブドゥルラティーフ・ラシード
アブドゥルラティーフ・ラシード（アラビア語: عبد اللطيف رشيد、クルド語: لەتیف ڕەشید､ 英語: Abdul Latif Rashid、1944年8月10日 - ）は、イラクの政治家、技術者。同国の大統領（第11代）を務めている。以前は同国水資源大臣を歴任。一部の日本メディアではアブドルラティフ・ラシードと報じている。
バアス党政権崩壊後のイラク移行政府下では水資源管理の改善を指揮した。クルディスタン愛国同盟の報道官でもあった。

## 来歴
裕福なクルド系イラク人の家庭として、スレイマニヤで誕生。リバプール大学では土木工学の修士号を取得後、マンチェスター大学工学部を卒業。1969年から1971年まではスレイマニヤ大学で教鞭を執り、イエメンやサウジアラビアでは国際連合食糧農業機関プロジェクトマネージャーとして農家開発プロジェクトに関与したこともある。他に国際かんがい排水委員会の職員に就任し、同国の水資源局と連携をして、資源開発を推進させた。
クルディスタン民主党の一員としてイラク侵攻に貢献した。イラク国民会議の主要メンバーとして党の改革にも携わった。2010年から2022年までは大統領上級顧問の座に就任。2018年の大統領選挙ではクルディスタン愛国同盟の会合で候補に指名されたものの、選出されなかった。2022年の大統領選挙では269人の議員から160票を獲得し、当選。
妻であるシャーナーズ・イブラヒーム・アフマドとの間に2男1女を儲けている。